# Olesja Povh
Olesja Ivanivna Povh (ukrajinsko Олеся Іванівна Повх), ukrajinska atletinja, * 18. oktober 1987, Dnipro, Sovjetska zveza.
Nastopila je na poletnih olimpijskih igrah v letih 2012 in 2016, leta 2012 je osvojila bronasto medaljo v štafeti 4x100 m. Na svetovnih prvenstvih je v isti disciplini prav tako osvojila bronasto medaljo leta 2011, na evropskih prvenstvih naslov prvakinje v štafeti 4x100 m leta 2014 in srebrno medaljo v teku na 100 m leta v leta 2012, na evropskih dvoranskih prvenstvih pa naslov prvakinje leta 2011 in srebrno medaljo v teku na 60 m.